# Platalea alba
La spatola africana (Platalea alba Scopoli, 1786) è un uccello trampoliere della famiglia Threskiornithidae. La specie è diffusa in Africa e Madagascar, inclusi Botswana, Kenya, Mozambico, Namibia, Sudafrica e Zimbabwe.

## Descrizione

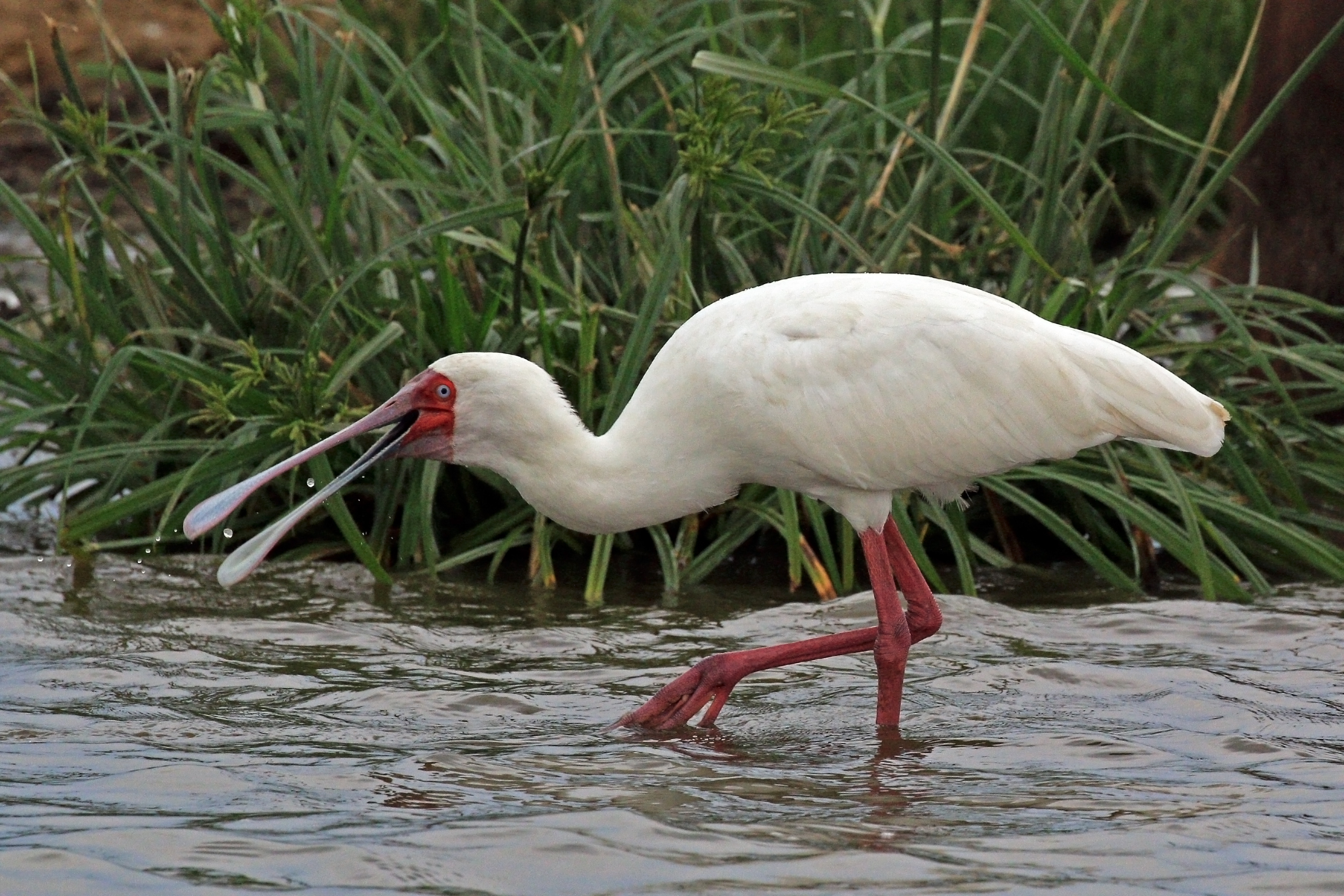
Al canale di Kazinga, Kenya

In tutto il suo areale, la spatola africana è un uccello inconfondibile. Gli adulti hanno dimensioni medie, con una lunghezza di 90-91 centimetri, un'apertura alare di 36-40 centimetri ed un peso medio di 1,8 kg, e presentano un piumaggio interamente bianco candido, in contrasto con il viso e le zampe che sono rosse, ed il lungo becco grigio-azzurro. Il becco, lungo e appiattito, termina con una estremità simile ad un cucchiaio. Durante la stagione riproduttiva, sviluppa una piccola cresta nella parte posteriore del piumaggio del collo, simile ma meno prominente di quella della spatola comune.
Gli esemplari più giovani hanno la faccia rossa ed il becco giallo. A differenza degli aironi, le spatole volano con il collo disteso in avanti anziché ritratto sul dorso.

## Distribuzione e habitat
La specie ha un ampio areale che abbraccia gran parte dell'Africa subsahariana e del Madagascar, inclusi Botswana, Kenya, Mozambico, Namibia, Sudafrica e Zimbabwe.
Popola laghi e fiumi, pozze stagionali e permanenti, paludi, pianure alluvionali, bacini artificiali e stagni, più raramente lagune costiere, saline, insenature ed estuari.

## Biologia

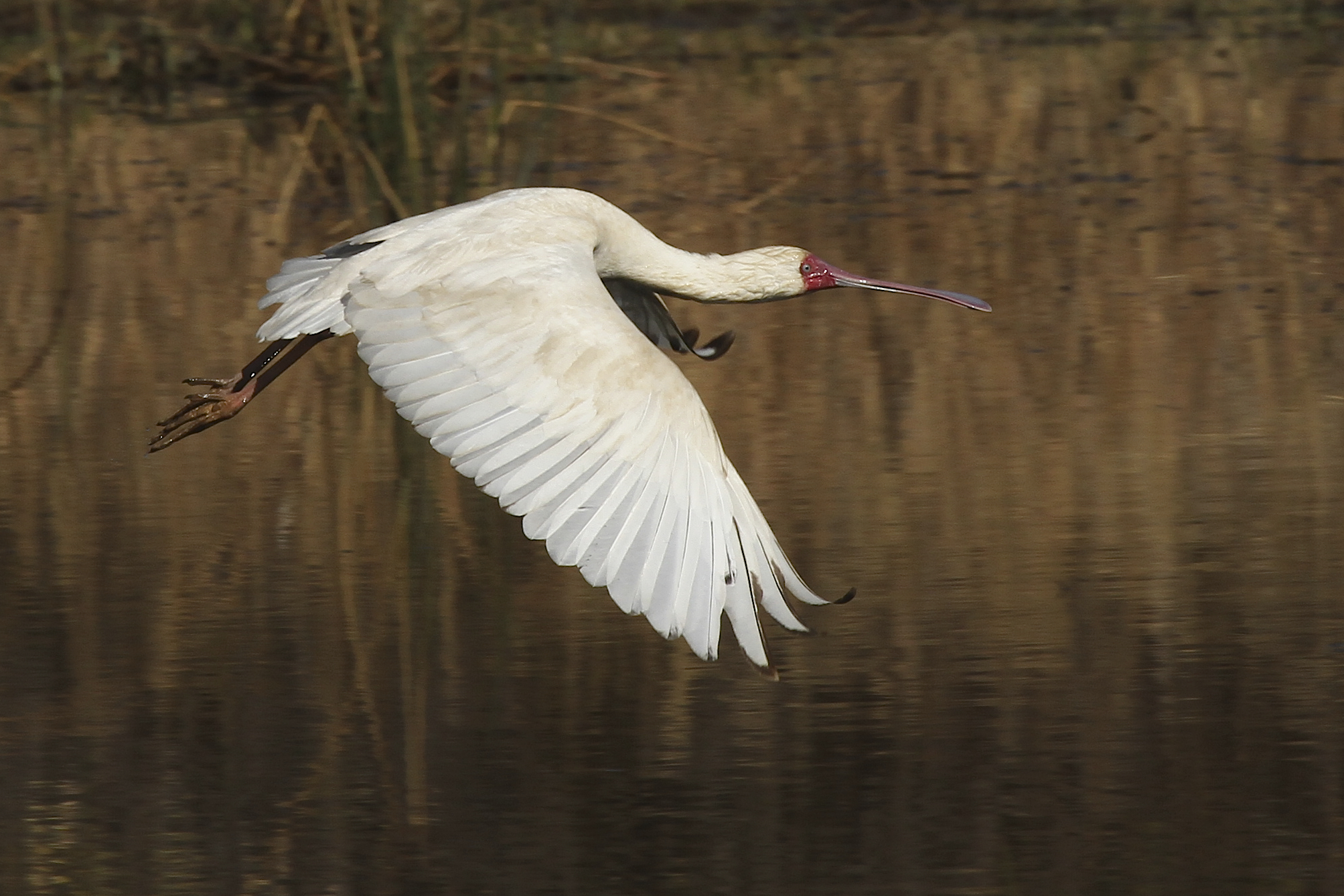
Spatola africana in volo

### Alimentazione
La spatola africana si nutre in acque poco profonde e predando vari pesci di piccola taglia, molluschi, anfibi, crostacei, insetti e larve. Quando cerca il cibo, la spatola mantiene il becco aperto facendolo oscillare nell'acqua da un alto all'altro, chiudendo di scatto il becco quando una preda gli passa attraverso o vicino. Le zampe lunghe e le dita sottili e appuntite gli permettono di camminare facilmente attraverso le acque fangose.

### Riproduzione

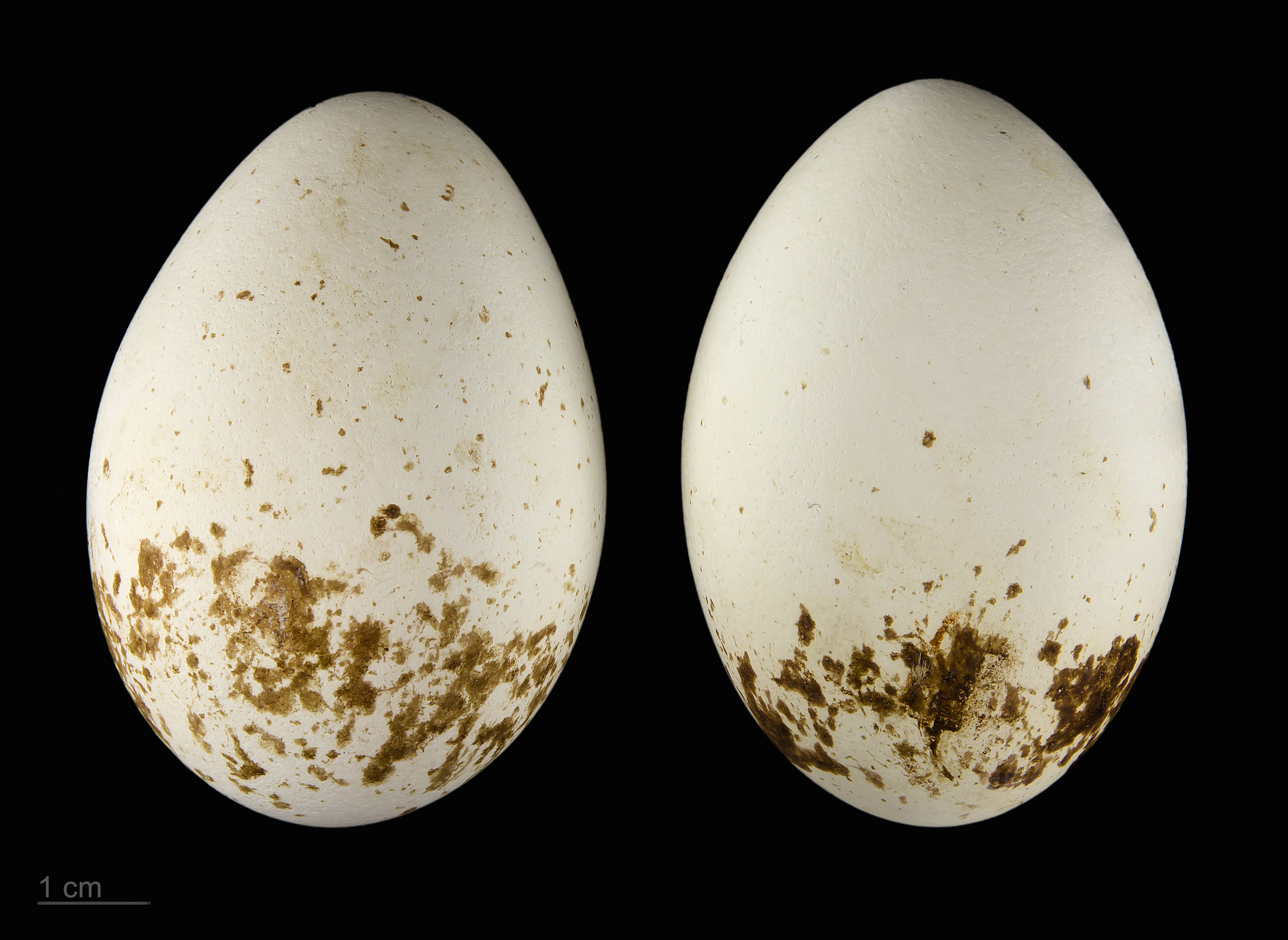
Platalea alba

Durante la stagione riproduttiva la spatola africana forma colonie numerose in siti di nidificazione quali piccoli laghi riparati, lanche fluviali, isole di vegetazione. Diversamente da molti altri uccelli aquatici africani, questo animale non condivide i suoi siti di nidificazione con altri uccelli come cicogne, aironi o ibis. Questi uccelli iniziano a riprodursi in inverno fino alla primavera. Il nido è una piattaforma ovale di ramoscelli e canne e rivestito di foglie situata in vicinanza dell'acqua, su alberi parzialmente sommersi, canneti, isolotti rocciosi. La costruzione del nido ricade quasi esclusivamente sulla femmina, il maschio si limita ad aiutare reperendo i materiali. Durante i mesi di aprile o maggio, la femmina depone da 3 a 5 uova. L'incubazione delle uova viene eseguita a turno da entrambi i genitori, per circa 20-30 giorni, così come la successiva alimentazione dei pulcini e la loro cura che durerà per circa 20-30 giorni. I giovani sono pronti a lasciare il nido già dal primo mese di vita, iniziando a volare pienamente dopo altre quattro settimane.

## Conservazione
La IUCN Red List classifica P. alba come specie a basso rischio (Least Concern). In Madagascar la sopravvivenza della specie è seriamente minacciata dalla distruzione dei suoi siti di nidificazione.